# Faro di Kalaupapa
Il faro di Kalaupapa (anche faro di Molokai o Luce di Molokai) sorge nell'omonima località dell'isola hawaiana di Molokai. È il faro più alto delle isole Hawaii.

## Storia
La necessità di un faro sull'isola di Molokai si era manifestata fin dai primi anni del XX secolo, quando il traffico marittimo nella zona era aumentato in maniera esponenziale. Un primo piccolo faro temporaneo fu costruito nel 1906, ma presto divenne chiara la sua inadeguatezza e vi fu bisogno di progettarne uno permanente.
Il faro venne quindi costruito nel 1909 nell'ambito dell'ampliamento delle infrastrutture della remota contea di Kalawao, allora un lebbrosario. Il faro venne eretto sulla penisola di Kalaupapa, formazione costiera che si protende per alcuni chilometri nell'oceano Pacifico dall'altrimenti lineare isola di Molokai, costituendo quindi il punto perfetto per la costruzione di una struttura simile. Poiché Kalawao era una zona di quarantena per i lebbrosi, la costruzione del faro incontrò significative resistenze da parte dell'opinione pubblica, ma il Congresso degli Stati Uniti la avallò stanziando 60 000 dollari per il suo completamento.
Costruito in cemento, con la sua altezza di oltre 40 metri e i suoi 189 gradini il faro di Kalaupapa fu fin dalla sua fondazione la struttura del genere più alta delle Hawaii. Originariamente era equipaggiato con lenti di Fresnel, che lo rendevano visibile a circa 34 km o 21 miglia nautiche di distanza. Data la particolare situazione sanitaria della contea, ai guardiani del faro e alle loro famiglie era tassativamente proibito entrare in contatto coi residenti, quasi tutti affetti dalla lebbra, e ogni visita al faro necessitava di un'autorizzazione dal Dipartimento della Salute delle Hawaii. I divieti erano comunque raramente rispettati, tanto che i pazienti e i guardiani spesso potevano incontrarsi e persino giocare partite di baseball.
Tra il 1934 e il 1935 il faro fu elettrificato, mentre dal 1966 non fu più abitato con continuità da guardiani. Nel 1985 le lenti di Fresnel vennero rimosse a causa di alcune perdite di mercurio, lasciando il faro funzionante solo a elettricità. In seguito alle proteste degli abitanti, che gradivano la particolare tonalità prodotta dalle lenti, esse furono conservate nella contea ed esposte al pubblico.
Non lontano dal faro sorge l'aeroporto di Kalaupapa, mentre il faro è amministrato dal Parco nazionale storico di Kalaupapa.